# Anna Sahun
Ana Sahun (Barcelona, 1975) é uma atriz catalã de cinema e televisão.
Participou do longa-metragem Las horas del día, de Jaime Rosales (2003).
Desde 2004, coprotagoniza a série de televisão Porca Misèria, de Joel Joan, tendo atualmente (outubro de 2007) sua quarta temporada exibida pela TV3 da Catalunha.